# Iglesia de San Cristóbal (Almorox)
La iglesia de San Cristóbal es un edificio del municipio español de Almorox, en la provincia de Toledo. Cuenta con el estatus de Bien de Interés Cultural.

## Descripción

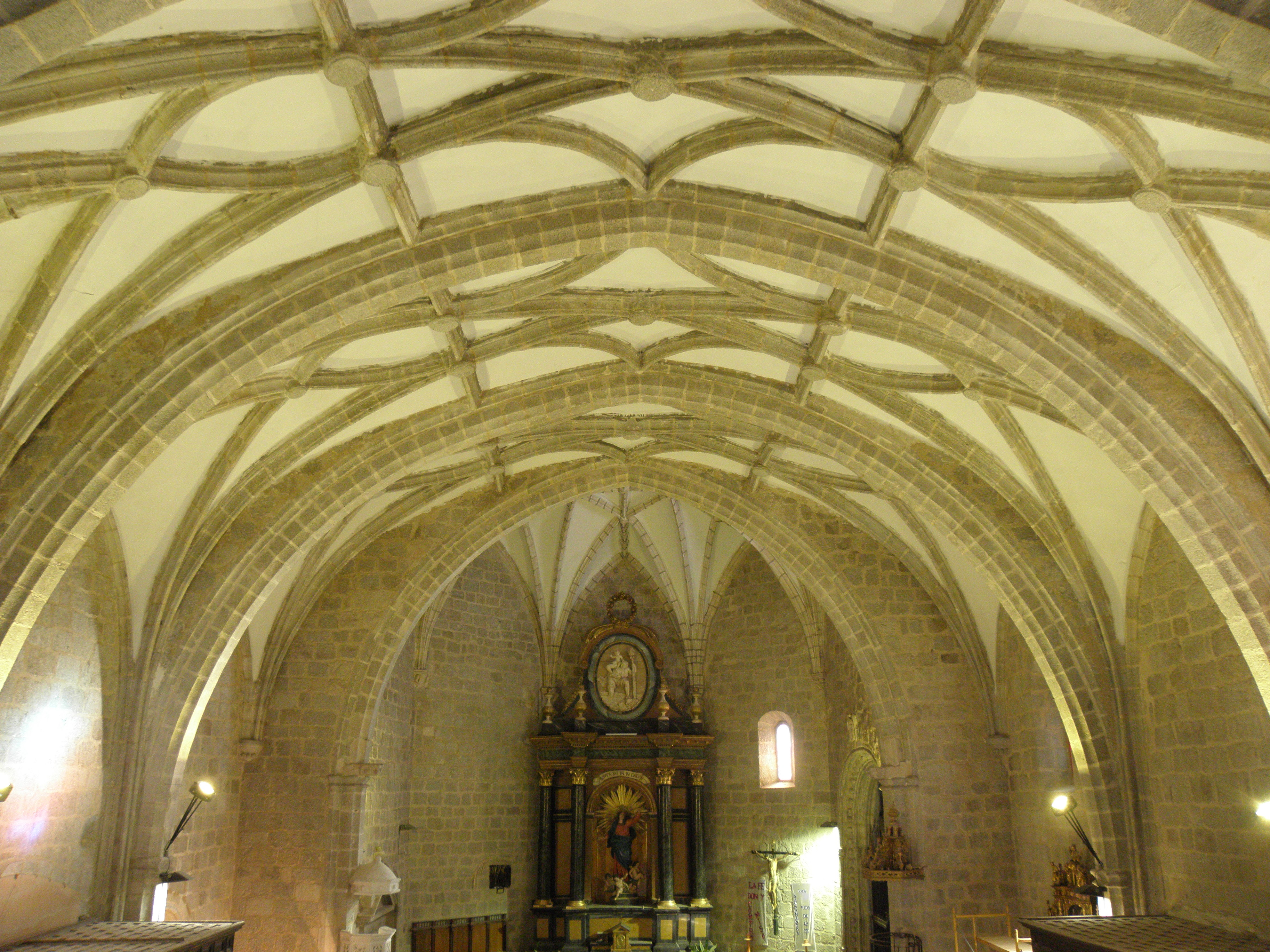
Interior de la iglesia

La iglesia parroquial de San Cristóbal está ubicada en la localidad toledana de Almorox, en  la comunidad autónoma de Castilla-La Mancha. Fue construida a lo largo del siglo XVI.
El inmueble fue declarado monumento histórico-artístico con carácter nacional el 9 de noviembre de 1983, mediante un real decreto publicado el día 12 de enero de 1984 en el Boletín Oficial del Estado, con la rúbrica del rey Juan Carlos I y el ministro de Cultura Javier Solana Madariaga.
En la actualidad está catalogado como Bien de Interés Cultural, con la categoría de monumento.